# Parlamentswahl in Grönland 2005
- IA: 7
- S: 10
- D: 7
- A: 6
- KP: 1

Die Parlamentswahl in Grönland 2005 war die neunte Wahl zum Inatsisartut bzw. Landsting, dem grönländischen Parlament. Die Wahl fand am 15. November 2005 statt.

## Wahlrecht
Die 31 Abgeordneten des Inatsisartut wurden unter Anwendung des Verhältniswahlrechts bestimmt. Es gab nur einen Wahlkreis und alle Kandidaten traten landesweit an. Die Sitzzuteilung erfolgt nach dem D’Hondt-Verfahren.

## Ausgangslage
Die Legislaturperiode seit der letzten Wahl im Dezember 2002 war die bis dahin instabilste. Die Koalition zwischen Siumut und Inuit Ataqatigiit (Kabinett Enoksen I) hielt nur etwa einen Monat. Danach regierte bis September 2003 das Kabinett Enoksen II, bestehend aus einer Koalition aus Siumut und Atassut, bevor auch diese wieder zerbrach. Anschließend einigten sich Siumut und Inuit Ataqatigiit erneut auf eine Koalition. Als sich beide Parteien bei den Verhandlungen zum Haushaltsplan 2006 nicht einig werden konnten, schrieb Regierungschef Hans Enoksen am 15. September 2005 Neuwahlen aus.

## Teilnehmende Parteien
Zur Wahl traten fünf verschiedene Parteien an. Die Arnat Partiiat, die 2002 den Einzug ins Parlament verpasst hatte, trat nicht erneut an.
| Partei | Partei                    | Kürzel | Deutsche Bedeutung               | Ausrichtung                                   | Vorsitzender       |
| ------ | ------------------------- | ------ | -------------------------------- | --------------------------------------------- | ------------------ |
|        | Siumut                    | S      | Vorwärts                         | sozialdemokratisch                            | Hans Enoksen       |
|        | Inuit Ataqatigiit         | IA     | Gemeinschaft der Inuit           | demokratisch-sozialistisch                    | Josef Motzfeldt    |
|        | Atassut                   | A      | Gemeinsinn                       | konservativ, wirtschaftsliberal, unionistisch | Finn Karlsen       |
|        | Demokraatit               | D      | Demokraten                       | sozialliberal                                 | Per Berthelsen     |
|        | Kattusseqatigiit Partiiat | KP     | Partei der Einigkeitsvereinigung | konservativ, populistisch                     | Anthon Frederiksen |

## Kandidaten
Bei der Wahl traten 223 Kandidaten an, die sich folgendermaßen auf die fünf Parteien verteilten:
| Partei                    | Kandidaten |
| ------------------------- | ---------- |
| Siumut                    | 62         |
| Inuit Ataqatigiit         | 47         |
| Atassut                   | 47         |
| Demokraatit               | 45         |
| Kattusseqatigiit Partiiat | 16         |
| Einzelkandidaten          | 6          |

Bis auf Ole Dorph, Jens Napaattooq (beide Siumut) und Per Skaaning (Demokraatit) kandidierten alle bisherigen Abgeordneten erneut. Von denjenigen, die in der letzten Wahlperiode als Nachrücker Mitglied gewesen waren, verzichteten Kiista P. Isaksen (Siumut), Kiista Lynge Høegh (Inuit Ataqatigiit) und Andreas Dalager (Demokraatit) auf eine erneute Kandidatur. Dazu kamen Agnethe Davidsen, Kaj Egede, Nikolaj Heinrich, Godmand Jensen, Lars-Emil Johansen, Tommy Marø, Vittus Mikaelsen, Marius Olsen, Andreas Sanimuínaĸ (alle Siumut), Manasse Berthelsen, Olga P. Berthelsen, Naimanngitsoq Petersen, Henriette Rasmussen (alle Inuit Ataqatigiit), Torben Emil Lynge, Otto Steenholdt (alle Atassut), Loritha Henriksen und Mogens Kleist (alle Kattusseqatigiit Partiiat), die in vorherigen Legislaturperioden im Inatsisartut saßen, 2002 aber nicht antraten oder nicht gewählt wurden.

## Ergebnis
Bei der Wahl gewannen vor allem die Demokraatit Stimmen. Auch die Siumut konnte von den Verlusten der anderen drei Parteien leicht profitieren.
| Partei            | Partei                    | Stimmen | Stimmen | Stimmen | Sitze  | Sitze |
| Partei            | Partei                    | Anzahl  | %       | +/−     | Anzahl | +/−   |
| ----------------- | ------------------------- | ------- | ------- | ------- | ------ | ----- |
|                   | Siumut                    | 8.855   | 30,7    | +1,9    | 10     | ±0    |
|                   | Demokraatit               | 6.596   | 22,8    | +6,7    | 7      | +2    |
|                   | Inuit Ataqatigiit         | 6.517   | 22,6    | −3,0    | 7      | −1    |
|                   | Atassut                   | 5.527   | 19,1    | −1,5    | 6      | −1    |
|                   | Kattusseqatigiit Partiiat | 1.170   | 4,1     | −1,2    | 1      | ±0    |
|                   | Unabhängige Kandidaten    | 216     | 0,7     | −0,5    | —      | —     |
| Gesamt            | Gesamt                    | 28.881  | 100,0   |         | 31     | ±0    |
| Gültige Stimmen   | Gültige Stimmen           | 28.881  | 99,1    |         |        |       |
| Ungültige Stimmen | Ungültige Stimmen         | 258     | 0,9     |         |        |       |
| Wahlbeteiligung   | Wahlbeteiligung           | 29.139  | 74,9    |         |        |       |
| Wahlberechtigte   | Wahlberechtigte           | 38.924  | 100,0   |         |        |       |
| Quelle:           |                           |         |         |         |        |       |

## Folgen
31 Abgeordnete wurden ins 9. Inatsisartut gewählt. Nach der Wahl wurde Hans Enoksen (Siumut) im Amt bestätigt und führte das Kabinett Enoksen IV aus Siumut, Inuit Ataqatigiit und Atassut an.